# Herinneringsmedaille aan de Campagne in Indochina
De Herinneringsmedaille aan de Campagne in Indochina (Frans: "Médaille commémorative de la campagne d'Indochine") is een Franse onderscheiding die op 1 augustus 1953 werd ingesteld. Deze campagnemedaille werd uitgereikt aan de militairen die deel hadden uitgemaakt van het Franse Expeditiecorps in het Verre Oosten, het "Corps Expeditionnaire Français en Indochine" (C.E.F.E.O). Zowel de reguliere troepen als de reservisten kwamen voor de medaille in aanmerking.

## Geschiedenis
Frankrijk had Indo-China in de tweede helft van de 19e eeuw gekoloniseerd. Tegen deze vreemde overheersing was de bevolking zich steeds blijven verzetten en toen Japan in 1940 de controle over Indo-China overnam zagen Vietnamese patriotten, verenigd in de Vietminh), de kans schoon om zich van het Franse juk te ontdoen.
Op 12 juni 1945 riep keizer Bảo Đại de herstelde onafhankelijkheid van het Vietnamese keizerrijk uit. Op 30 augustus 1945 kwam met de landing van de geallieerde troepen een einde aan het keizerrijk. Voor Frankrijk was dekolonisatie en onafhankelijkheid geen optie. Zelfs autonomie moest volgens de Franse leider Charles de Gaulle "tot in de verre toekomst worden uitgesloten". De communist Hồ Chí Minh, de leider van de Viet Minh, riep op 2 september 1945 in Hanoi de onafhankelijkheid uit. Hiermee werd Vietnam de facto verdeeld in twee staten: Noord-Vietnam en Zuid-Vietnam. Deze verdeling werd pas op 21 juli 1954in de akkoorden van Genève geformaliseerd.
De Franse poging om het koloniale gezag te herstellen wordt de Eerste Indochinese Oorlog genoemd. De oorlog werd uitgevochten in Vietnam, Laos en Cambodja die samen de Unie van Indochina vormden. Als begindatum van deze oorlog wordt de ontscheping van Franse troepen op 6 december 1946 beschouwd. Frankrijk stuurde 190 000 soldaten en werd gesteund door 55 000 man lokale milities en 150 000 man van het (Zuid) Vietnamese leger. De oorlog duurde tot 1 augustus 1954. De meeste gevechten vonden plaats in Tonkin in Noord-Vietnam, hoewel het conflict het hele land overspoelde en zich ook uitbreidde naar Laos en Cambodja.
Aanvankelijk werd op het platteland tegen de Franse autoriteiten gevochten. Pas nadat de Chinese communisten in 1949 de noordelijke grens van Vietnam bereikten veranderde het conflict van een Guerrillaoorlog in een conventionele oorlog. De 
opstandige Vietnamezen werden door de Sovjet-Unie uitgerust met moderne wapens.
De troepen van de Franse Unie bestonden uit Franse professionele troepen en koloniale troepen waaronder Marokkanen Algerijnen, Tunesiërs, Laotianen, Cambodjanen, Vietnamezen en Vietnamese etnische minderheden zoals de bergstammen. Ook het Vreemdelingenlegioen werd ingezet. De verloren Slag bij Điện Biên Phủ in 1954 bracht de Franse regering ertoe om in Genève met een voorlopige verdeling van Vietnam in twee onafhankelijke staten akkoord te gaan. De Franse troepen werden uit Vietnam teruggetrokken.
De Franse strijdkrachten hadden 74.481 doden en 64.127 gewonden te betreuren. 40.000 Franse en koloniale militairen werden door de Viet Minh gevangenen genomen.

## Onderscheidingen
De Franse en koloniale militairen kwamen tussen 1945 en 1953 in aanmerking voor de Koloniale Medaille met de gesp "EXTRÊME-ORIENT". Omdat niet iedereen voor deze medaille in aanmerking kwam werd op aandringen van generaals en politici een Herinneringsmedaille aan de Campagne in Indochina ingesteld. Ook daarna kwamen de Franse en koloniale troepen nog voor de 
Koloniale Medaille in aanmerking. Zij ontvingen dus twee medailles.
De Herinneringsmedaille aan de Campagne in Indochina werd aan officieren, onderofficieren, soldaten en matrozen van land-, lucht- en zeemacht toegekend wanneer deze tussen 16 augustus 1945 en 11 augustus 1954 ten minste negentig dagen in een regulier onderdeel van de Franse strijdkrachten in Indochina ingedeeld waren geweest. Sommige Franse burgers zoals de opvarenden van de koopvaardij en piloten die versterkingen en voorraden hadden aangevoerd kwamen, vermits zij daarbij de vereiste negentig dagen hadden volgemaakt, voor de medaille in aanmerking. Voor gewonden en de in dagorders vermelde militairen werd de termijn van negentig dagen buiten beschouwing gelaten.

## De medaille
De ronde, door generaal Carlier ontworpen en door Louis Muller gegraveerde, bronzen medaille heeft een diameter van 36 millimeter. Op de voorzijde staat op een door een mythische slang met negen koppen (een naja) gedragen schild "INDOCHINE". Daarboven is een driekoppige olifant afgebeeld. Het rondschrift luidt "RÉPUBLIQUE FRANÇAISE". De medaille is met een verhoging in de vorm van een 20 millimeter hoge en 25 millimeter brede bronzen draak aan het lint bevestigd.
Op de keerzijde staat rond een krans van lauweren en eikenblad het rondschrift "CORPS EXPÉDITIONNAIRE FRANÇAIS D'EXTRÊME-ORIENT".
Het lint is 39 millimeter breed. Het is groen met vier brede gele strepen. De Franse leger koos daarmee voor het onderstrepen van de traditie; de in 1885 ten tijde van de verovering van Vietnam ingestelde Herinneringsmedaille aan de Campagne in Tonkin werd aan een geel lint met groene strepen gedragen.
Wie in de oorlog gewond was geraakt mocht een rode vijfpuntige ster, het "insigne des blessés" op het lint dragen. In gespen voor verschillende veldslagen was niet voorzien.
De medaille toont motieven die zijn ontleend aan de versierselen van twee koloniale orden, de olifanten van de Laotiaanse Orde van de Miljoen Olifanten en de Witte Parasol en de verhoging van de Vietnamese Orde van de Draak van Annam.

## Protocol
Wanneer men op uniformen geen modelversierselen draagt is een kleine rechthoekige baton in de kleuren van het lint voorgeschreven. De medaille wordt ook als miniatuur gedragen op bijvoorbeeld een rokkostuum.